# Gustáv Ondrejčík
Gustáv Ondrejčík (* 20. ledna 1966) je bývalý slovenský fotbalista, obránce. Po skončení aktivní kariéry působí jako fotbalový funkcionář.

## Fotbalová kariéra
V československé lize hrál za Slavii Praha, Inter Bratislava a Bohemians Praha. Nastoupil ve 102 ligových utkáních a dal 4 góly. Ve nižších soutěžích hrál za TJ ZŤS Martin, VTJ Žatec, SK Xaverov Praha a v Německu za SpVgg Weiden. V Poháru vítězů pohárů nastoupil v 1 utkání. Za reprezentaci do 21 let nastoupil v 1 utkání. Finalista Českého poháru 1989. Od roku 2017 nastupuje v 1. Hanspaulské lize za tým Berušky.

## Ligová bilance
| Ročník                                      | Zápasy | Góly | Klub             |
| ------------------------------------------- | ------ | ---- | ---------------- |
| 1. slovenská národní fotbalová liga 1983/84 | 6      | 0    | TJ ZŤS Martin    |
| 1. slovenská národní fotbalová liga 1984/85 | 29     | 0    | TJ ZŤS Martin    |
| Česká národní fotbalová liga 1985/86        | 23     | 1    | VTJ Žatec        |
| Česká národní fotbalová liga 1986/87        | 30     | 2    | VTJ Žatec        |
| 1. československá fotbalová liga 1987/88    | 21     | 1    | Slavia Praha     |
| 1. československá fotbalová liga 1988/89    | 29     | 1    | Slavia Praha     |
| 1. československá fotbalová liga 1989/90    | 22     | 2    | Slavia Praha     |
| 1. československá fotbalová liga 1990/91    | 5      | 0    | Slavia Praha     |
| 1. československá fotbalová liga 1990/91    | 11     | 0    | Inter Bratislava |
| 1. československá fotbalová liga 1991/92    | 7      | 0    | Inter Bratislava |
| 1. československá fotbalová liga 1991/92    | 2      | 0    | Bohemians Praha  |
| 1. československá fotbalová liga 1992/93    | 5      | 0    | Bohemians Praha  |
| Českomoravská fotbalová liga 1992/93        | -      | -    | SK Xaverov Praha |
| 2. česká fotbalová liga 1993/94             | -      | 0    | SK Xaverov Praha |
| 2. česká fotbalová liga 1994/95             | -      | 3    | SK Xaverov Praha |
| Česká fotbalová liga 1995/96                | -      | 4    | SK Xaverov Praha |
| Česká fotbalová liga 1996/97                | -      | 8    | SK Xaverov Praha |
| Česká fotbalová liga 1997/98                | -      | 5    | SK Xaverov Praha |
| CELKEM                                      | 102    | 4    |                  |